# 石川拳大
石川 拳大（いしかわ けんた、1994年6月21日 - ）は、日本のサーフィン選手。神奈川県茅ヶ崎市出身。

## 経歴
4～5歳の頃にサーフィンを始める。
高校時代はオーストラリア・ゴールドコーストでサーフィンの腕を磨く、日本に帰国し神奈川大学へ入学。
サーフィンサークルを立ち上げ、全日本大会で活躍。2015年にはサーフィン全日本大会で1位となり、2017年度には2020東京オリンピックを目指す日本代表強化指定選手に選出されている。

## 成績
- 2014年　学生サーフィン全日本大会　1位
- 2014年　サーフィン全日本大会　3位
- 2015年　学生サーフィン全日本大会　1位
- 2015年 「第50回全日本サーフィン選手権大会（2015）」メンクラスの部（千葉県いすみ市太東海岸） 1位
- 2016年 ISA World Surf Games 世界選手権大会 日本代表
- 2017年 日本代表 強化指定選手
- 2018年 日本情報通信に入社し社会人アスリートとして活動開始中[4][5]